# Sydfynske Øhav
Sydfynske Øhav eller Fynske Øhav er betegnelsen for det farvand syd for Fyn, hvor der ligger mere end 55 øer, småøer og holme. Området strækker sig fra Helnæs Bugt i vest over de Fynske Alper ved Korinth og Egebjerg Bakker til området omkring Svendborg og over vandet til Ærø, Tåsinge og Langeland i øst. Det Sydfynske Øhav, der geologisk betegnes som et druknet morænelandskab, strækker sig over et areal på ca. 480 km².
Øhavet er et stort, oversvømmet istidslandskab, hvor kun de højeste bakker stikker op over vandet. Øhavet af formet af isen, der gled ind over området for 17.000 år siden. Isen kom fra sydøst, hvorfor mange af øernes hovedform er i retningen sydøst-nordvest. Området har et mildt klima året rundt, hvilket er en del af årsagen til det mangfoldige plante- og dyreliv. Der er mange sjældne planter på strandengene, og mange fugle tager ophold og yngler i øhavet.
Onsdag den 27. marts 2024 blev Geopark Det Sydfynske Øhav udnævnt af Unesco til Unesco Global Geopark. 

## Oversigt over øer og holme i farvandet
| Navn                    | Placering                                           | Indbyggertal | Areal     | Note |
| ----------------------- | --------------------------------------------------- | ------------ | --------- | --- |
| Avernakø                | 55°01′45.2″N 10°15′19.8″Ø / 55.029222°N 10.255500°Ø | 107          | 5,9 km²   | Avernakø er en ø i det Sydfynske Øhav. Øen dækker et areal på 5,9 km² og er en del af Faaborg-Midtfyn Kommune. Avernakø er karakteristisk med den langstrakte form og det stærkt kuperede terræn. Øen er ca. 8 km lang og har 107 indbyggere. Øen var indtil 1937 to øer, dog forbundet med en ca. 700 meter lang, smal landtange mellem Avernak og Korshavn. |
| Birkholm                | 54°55′52″N 10°30′13″Ø / 54.9312°N 10.5036°Ø         | 12           | 0,92 km²  | Birkholm er en 92 hektar dansk lav moræneø med marine forlande, der ligger i det Sydfynske Øhav største lavvandsområde mellem Tåsinge, Strynø og Hjortø. Det er den mest uberørte af de beboede øer i Øhavet. |
| Bjørnø                  | 55°03′46.8″N 10°15′01.3″Ø / 55.063000°N 10.250361°Ø | 32           | 1,5 km²   | Bjørnø er en ø i det Sydfynske Øhav. Øen dækker et areal på 1,5 km². Øen har 32 indbyggere og er en del af Faaborg-Midtfyn Kommune. |
| Bondeholm               | 54°55′05.2″N 10°35′02.7″Ø / 54.918111°N 10.584083°Ø |              | 0,18 km²  | Bondeholm nordvest for Strynø er en lav strandengsø på 18 hektar. Kysten er præget af sten, især mod vest. Mod syd ender Bondeholm i en bar sandodde. Forstranden er smal overalt. Inde på øen findes et vandhul. Bevoksningen er græs og urter. |
| Bredholm                | 54°54′20.9″N 10°32′37.4″Ø / 54.905806°N 10.543722°Ø | 0            | 0,32 km²  | Bredholm er en ubeboet ø vest for Strynø. Øen er 32 hektar stor ubeboet lav strandengsø med mange vandhuller. Den er er opbygget af havet som marine aflejringer, der i dag henligger i fuldstændig naturtilstand. Vegetationen er høj, da Bredholm ikke længere afgræsses af kreaturer. Kysten er mod nord og sydvest ret smal og stenet, mens vestkysten overvejende består af sandstrand. |
| Bukø                    | 54°53′08.7″N 10°41′35.5″Ø / 54.885750°N 10.693194°Ø | 0            | 0,014 km² | Bukø er er en ubeboet ø i Lindelse Nor med med et areal på 1,4 ha. og en kystlængde på 0,5 km. Øen er storbakket med skovbevoksning med ca 60 år gamle træer. Nogle steder er der mere spredt buskbevoksning med græs og blomsterflora i bunden. Øens højeste punkt er l0 m. Mod vest høje skrænter, såvel bevokset, som i erosion. Mod syd og øst en græsrig eng og stensætning. Kysten er sandet mod øst og stenet mod vest.                                                                                         |
| Dejrø                   | 54°53′52.4″N 10°25′29.4″Ø / 54.897889°N 10.424833°Ø | 0            | 0,2 km²   | Dejrø (ærøsk dialekt Døjr) er en 0,2 km² stor ø mellem Urehoved og Ommelshoved i Nevrebugten ved Ærøskøbing. |
| Drejø                   | 54°58′13.3″N 10°25′15.8″Ø / 54.970361°N 10.421056°Ø | 65           | 4,26 km²  | Drejø er en ø i det Sydfynske Øhav med et areal på 4,26 km². Den har en længde på 5 km og en bredde på 2 km. Den bebos af 65 indbyggere og er en del af Svendborg Kommune |
| Eskilsø                 | 54°53′09.5″N 10°42′30.1″Ø / 54.885972°N 10.708361°Ø | 0            | 0,008 km2 | Eskildø i Lindelse Nor er en ubeboet ø på 0,8 hektar. Øen er næsten cirkelrund flad ø. Højeste punkt er 3 meter. Øen fremtræder i naturtilstand med græs- og urtebevoksning. Kysten med smal stenet forstrand, mod syd med sandrev. De øvrige dele er en flad morænebakke, der mod vest ender i ca 2 m høje erosionsklinter, med stenet forstrand nedenfor. Vegetationen er ret høj og næsten overralt præget af mågekolonien.                                                                                         |
| Flæskholm               | 55°00′18.7″N 10°22′32.4″Ø / 55.005194°N 10.375667°Ø | 0            | 0,005 km2 | Flæskholm er en lille ubeboet halvmåneformet holm, som ligger mellem Avernakø og Skarø i det Sydfynske Øhav. Øen er ca. 200 meter lang og ca. 50 meter bred på det bredeste stykke. |
| Frederiksø              | 55°03′33.8″N 10°37′05.6″Ø / 55.059389°N 10.618222°Ø | 0            | 0,06 km2  | Frederiksø er en ø i det Sydfynske Øhav i havnen ud for Svendborg. Den har et areal på omkring 0,06 km2 |
| Grensholm               | 54°53′47.3″N 10°33′09.1″Ø / 54.896472°N 10.552528°Ø | 0            |           | Grensholm er en ubeboet pæreformet ø vest for Strynø. I de smalle ende munder den ud i et ubevokset sand- og stenrev. Holmen er en strandeng med volde og to vandhuller. Bevoksningen er overvejende græs, på voldene er der en kraftig bevoksning af strandkarse. |
| Grydholm                | 54°59′36.1″N 10°25′34.4″Ø / 54.993361°N 10.426222°Ø | 0            | 0,008 km² | Grydholm er en ubeoet ø vest for Drejø med et areal på 0,8 hektar. Øen er et ca 200 m langt stenrev, visse steder med store stenblokke. Holmen er smal og uden nogen form for vegetation. Arealets størrelse er afhængig af vandstanden, da visse dele er meget lavtliggende. |
| Græsholm (Strynø Sogn)  | 54°58′41.6″N 10°27′31.3″Ø / 54.978222°N 10.458694°Ø | 0            | 0,02 km²  | Græsholm er en 2 hektar ubeboet ø øst for Drejø. Øen er formet som en pære. I den smalle ende munder den ud i et ubevokset sand- og stenrev. Iøvrigt fremtræder holmer som enstrandeng med volde, to vandhuller findes. Bevoksningen er overvejende græs, på voldene kraftig bevoksning af strandkarse. Langs kysten mange store sten, selve forstranden er smal og stenet. |
| Græsholm (Åstrup Sogn)  | 55°02′41″N 10°20′07″Ø / 55.04477°N 10.33522°Ø       | 0            | 0,02 km²  | Græsholm er en lille moræneø i Nakkebølle Fjord på ca. 2 ha, det højeste punkt er 3 moh. Græsholm er den mindste og midterste af de tre forbundne øer Store Svelmø, Græsholm og Lille Svelmø, der har været ubeboede siden 2006. |
| Halmø                   | 54°53′17.1″N 10°29′51.6″Ø / 54.888083°N 10.497667°Ø | 0            | 0,5 km²   | Halmø er en 0,5 km² stor ø i det Sydfynske Øhav, ca. 4 km nordøst for Marstal. Øen der er adskilt fra Ærø af det 1 km brede Halmø Sund er ca. to kilometer lang og ca. 350 meter bred. Den er én lang moræneø, hvis nordside består af en 6 km lang kystlinje og op til ni meter høje bakker. |
| Hjortø                  | 54°57′48.6″N 10°29′10.3″Ø / 54.963500°N 10.486194°Ø | 7            | 0,9 km²   | Hjortø er en lav, inddiget moræneø i det Sydfynske Øhav mellem Drejø og Tåsinge 13 km sydvest for Svendborg. Øen dækker et areal på 0,9 km², og består af i alt 13 boliger, der fordeler sig med fem gårde og otte huse. |
| Hjælmshoved             | 54°58′20.7″N 10°29′50.3″Ø / 54.972417°N 10.497306°Ø | 0            | 0,002 km² | Hjælmshoved er en 0,2 km² stor ubeboet flad inddiget ø i det Sydfynske Øhav nordøst for Hjortø. |
| Horsehoved              | 55°08′21.0″N 10°06′08.1″Ø / 55.139167°N 10.102250°Ø | 0            | 0,05 km²  | Horsehoved er 5 ha. stor ubeboet mellem Illum og Vigø. Øen, der ligger 100 m nordøst for Illumø, er en 600 meter lang og 50-75 m bred moræneø, med største højde på, 4 m. Der kan vades hertil fra Illumø og Vigø. På begge langsider findes der gamle skrænter med spredte træ- og buskbevoksninger. Bortset fra den smalle stenede forstrand er Horsehoved græsklædt og benyttes til kreaturafgræsning. |
| Ilholm                  | 55°02′03.4″N 10°34′04.2″Ø / 55.034278°N 10.567833°Ø | 0            | 0,02 km²  | Ilhom i Svendborg Sund er en 2 ha. stor ubeboet og 5,6 m høj smal moræneø med marint forland i både øst og vest. Det vestlige rev er langstrakt, med et krumt forløb og kun sparsomt bevokset, de højeste dele med marehalm. I øst begrænses Iholm af en mindre eng og slutter i et nøgent stenrev. Den centrale del af øen er moræne og næsten overalt skov- og kratbevokset. Skoven domineres af bøg. Skråninger og klinter er græs- og buskbevokset.                                                                |
| Illum                   | 55°08′05.5″N 10°06′13.5″Ø / 55.134861°N 10.103750°Ø | 0            | 0,9 km²   | Illum er en lille langstrakt øst mod vest ubeboet ø i Helnæs Bugt, sydvest for Fyn. Den er 3,5 km lang og har et areal på 90 ha. |
| Kidholm (Nab)           | 55°03′05.9″N 10°19′24.3″Ø / 55.051639°N 10.323417°Ø | 0            | 0,007 km² | Kidholm ligger lidt syd for Nab på Fyn, ikke langt fra kysten, vest for Svelmø. Holmen har et areal 0,007 km² og er ubeboet. Kidholms kystlængde er ca. 0,8 km., dvs. den er lang og smal. På Kidholm er der et sommerhus og få træer. Midt på Kidholm er der en morænedannelse, hvor øens højde er ca. 3 m. |
| Kidholm (Thurø)         | 55°02′17.6″N 10°39′54.8″Ø / 55.038222°N 10.665222°Ø | 0            | 0,006 km² | Kidkolm mellem Thurø og Tåsinge er en ubeboet 5 meter høj 0,6 hektar stor holm. Morænedelen er bevokset med buske og træer, beplantningen findes især mod øst. De lavere dele er græs- og urtebevoksede. Stranden er sandet og stenet, mod syd findes klinter. Der er oddedannelser i nord og syd, hvoraf den nordlige er stenet, mens den sydlige er sandet. |
| Korshavn                | 55°00′41.0″N 10°19′21.1″Ø / 55.011389°N 10.322528°Ø | *            | *         | Korshavn indtil 1937 en selvstændig ø, men blev i 1937 forbundet med en dæmning. Den samlede ø hedder i dag Avernakø. *Se Avernakø for samlet befolkning og areal. |
| Kværnen (Lindelse Sogn) | 54°52′47.0″N 10°42′48.9″Ø / 54.879722°N 10.713583°Ø | 0            | 0,01 km²  | Kværnen i Lindelse Nor er kun på en hektar, men 11 meter høj og saddelformet og deraf navnet. Øen ender mod sydøst i et ca 100 m langt sand- og stenrev uden væsentlig vegetation. Bakkerne derimod er overalt bevokset med højt græs og urter. Enkelte steder er der tjørnebuske på skråningerne. |
| Langholm                | 54°51′26.6″N 10°32′41.4″Ø / 54.857389°N 10.544833°Ø | 0            | 0,015 km² | Langholm med et areal på 1,5 ha er den vestligste af en række nydannede øer på det flade vand mellem Ristinge på Langeland og Marstal på Ærø. |
| Langholmshoved          | 54°51′43.5″N 10°33′39.2″Ø / 54.862083°N 10.560889°Ø | 0            | 0,011 km² | Langholmshoved er en 450 m. lang og 1,1 ha. stor holm øst for Marstal, der består af to bevoksede holme forbundet med et langt ubevokset sten og sandrev. |
| Langø                   | 54°52′46.0″N 10°41′27.4″Ø / 54.879444°N 10.690944°Ø | 0            | 0,08 km²  | Langø ligger ud for Langelands vestkyst i Lindelse Nor er ca. 8 ha. stor. Øen ligger ca. 15 km syd for Rudkøbing. Langø er en privat ø, men man må gerne gå over dæmningen. |
| Lille Egholm            | 54°54′43.3″N 10°29′48.7″Ø / 54.912028°N 10.496861°Ø | 0            | 0,04 km²  | Lille Egholm er en ca 4 ha stor, flad, marint dannet holm, nordøst for Ærøskøbing og 150 meter sydøst for Store Egholm. Stranden er stenet og domineret af store sten. På den indre del af øen er der en strandsø, som om sommeren ofte er tørlagt. |
| Lille Rallen            | 54°57′16.4″N 10°38′01.4″Ø / 54.954556°N 10.633722°Ø | 0            | 0,008 km² | Lille Rallen er en ubeboet flad moræneø på 0,8 ha. i naturtilstand nordøst for Store Rallen. Øen har en afrundet form med en smal og stenet forstrand, kun mod sydvest er der 1,5 meter høje høje klinter. Hele øen er bevokset med høje græsser, urter og spredte tagrør, alt synes frodigt. Meget tuet bevoksning og mange steder holdt nede som følge af en tæt hættemågekoloni. |
| Lilleø                  | 54°52′52″N 10°25′56″Ø / 54.88104°N 10.43233°Ø       | 0            | 0,001 km² | Lilleø er en 0,1 kvadratkilometer, 800 m lang, smal, to meter høj moræneø i Ommelbugten ved Ærøskøbing og beliggende i Ærø Kommune. |
| Lindholm                | 54°51′26.8″N 10°34′26.6″Ø / 54.857444°N 10.574056°Ø | 0            | 0,002 km² | Lindholm er en holm på 0,2 ha. og med en kystlængde 0,3 km. der ligger mellem Storeholm og Langholmshoved øst for Marstal, Ærø. Den oversvømmes jævnligt og er bevokset med græs strandmalurt og marehalm |
| Lindø                   | 54°52′45.0″N 10°42′18.2″Ø / 54.879167°N 10.705056°Ø | 1            | 0,064 km² | Lindø er en 6,4 hektar stor ø i Lindelse Nor, forbundet med Langeland via en cirka 160 m lang dæmning. |
| Lyø                     | 55°02′38.8″N 10°09′20.8″Ø / 55.044111°N 10.155778°Ø | 85           | 6 km²     | Lyø er en ø i det Sydfynske Øhav med et areal på 6 km² og 85 indbyggere. Øen ligger syd for Fåborg, hvortil den har færgeforbindelse sammen med Avernakø. |
| Mejlholm                | 54°57′47.6″N 10°30′53.8″Ø / 54.963222°N 10.514944°Ø | 0            | 0,028 km² | Mejlholm er en ubeboet 2,8 ha. stor ø øst for Hjortø. Øen består af marine aflejringer. Kysten er stenet med sandede partier. Holmen ligger hen udenfor omdrift med græs og urter som bevoksning, og denne vegetation holdes ret lav som følge af kreaturafgræsning. |
| Nyland                  | 54°54′55.3″N 10°28′03.1″Ø / 54.915361°N 10.467528°Ø | 0            | 0,01 km²  | Nyland er en 1 ha, 600 meter lang, marint dannet ø, som består af sand, grus og stenaflejringer i det Sydfynske Øhav sydøst for Ærøskøbing mellem Store Egholm og Urehoved på Ærø. I perioder er Nyland og Nylands Kalv forbundet med hinanden. Øen er bevokset med almindelig strandvoldsvegetation. |
| Nørreholm (Ærø)         | 54°52′18.5″N 10°27′03.6″Ø / 54.871806°N 10.451000°Ø | 0            | 0,12 km²  | Nørreholm nord for Gråsten Nor (lokalt Fåreholmen) er på 12 ha. og har en kystlængde på 2,0 km. Øen er en flad, marint dannet holm, der efterhånden er blevet landfast med Ærø. Der findes ingen forstrand af betydning. Mod nord nedbrydes kysten langsomt af bølgerne. Øen afgræsses og midt på denne findes, foruden et fortidsminde, en vandingsmølle og et vandingshul. Øens planteliv er rigt. |
| Odden                   | 54°57′40.5″N 10°31′22.1″Ø / 54.961250°N 10.522806°Ø | 0            | 0,067 km² | Odden (udtales Otten) er en 6,7 ha. stor, 600 m. lang og 2 meter høj ubeboet holm 2 km øst for Hjortø i det Sydfynske Øhav. |
| Siø                     | 54°57′16.5″N 10°41′17.0″Ø / 54.954583°N 10.688056°Ø | 25           | 1,3 km²   | Siø er en dansk småø i Langeland Kommunebeliggende mellem Tåsinge og Langeland. I 1959 blev øen via Siødæmningen og Siøsundbroen forbundet til Tåsinge og i 1962 via Langelandsbroen til Langeland. Siø er 1,3 km² stor og har 25 beboere. |
| Skarø                   | 55°00′25.8″N 10°28′06.3″Ø / 55.007167°N 10.468417°Ø | 26           | 1,97 km²  | Skarø er en ø i det Sydfynske Øhav på ca. 1,97 km². Den har 26 indbyggere og er en del af Svendborg Kommune. |
| Store Egholm            | 54°55′08″N 10°28′56″Ø / 54.9188°N 10.4823°Ø         | 0            | 0,7 km²   | |
| Storeholm               | 54°50′51.0″N 10°35′18.6″Ø / 54.847500°N 10.588500°Ø | 0            | 0,068 km² | Storeholm er en ubeboet 2 m høj strandengø på 6,8 ha vest for Ristinge Klint på Langeland. Øen består af et strandvoldssystem med enkelte lagunesøer ind imellem, især mod syd og til dels ubevoksede. Midt på øen er der et stort vandhul. Stranden er mest stenet, men flere steder med rent strandsand. De mange mindre vandhuller gør øens vegetation frodig, og der fremtræder en græsningsmosaik mellem mere intensivt og mere ekstensivt græssede dele. Der foregår en effektiv afgræsning af kreaturer og får. |
| Store Rallen            | 54°57′13.4″N 10°37′56.8″Ø / 54.953722°N 10.632444°Ø | 0            | 0,016 km² | Store Rallen på l,6 ha. er en ubeboet høj moræneø ved Tåsinges sydøstkyst i nærheden af Siø. Øen har på den lige pålandskyst mod sydvest høje klinter, delvis i erosion. Der er et enkelt opgravet vandhul mod nordvest. Bevoksningen er græs samt store nældeområder, kun to steder spredte buske. Stranden er overvejende stenet. |
| Strynø Kalv             | 54°53′55.4″N 10°34′40.9″Ø / 54.898722°N 10.578028°Ø | 0            | 0,45 km²  | Strynø Kalv er en privatejet ø i det Sydfynske Øhav vest for Strynø. Arealet af øen er ca. 45 ha og højeste punkt er 3 m over havet. |
| Strynø                  | 54°54′13.6″N 10°36′45.8″Ø / 54.903778°N 10.612722°Ø | 222          | 4,88 km²  | Strynø er en ø beliggende syd for Tåsinge mellem Langeland og Ærø i Langeland Kommune. Øen dækker et areal på 4,88 km² og har ca. 222 indbyggere. |
| Svelmø                  | 55°02′20.7″N 10°19′41.2″Ø / 55.039083°N 10.328111°Ø | 0            | 0,27 km²  | Store Svelmø er en 27 ha stor moræneø syd for Åstrup mellem Fyn og Avernakø. Øen og de to landtunger, Svelmø Trille mod syd og Lille Svelmø (3 ha) mod nord, er en del af Faaborg-Midtfyn Kommune. |
| Thurø                   | 55°02′33.6″N 10°40′51.9″Ø / 55.042667°N 10.681083°Ø | 3672         | 7,5 km²   | Thurø er en ø i det Sydfynske Øhav lige syd for Svendborg og øst for Tåsinge. Øen er hesteskoformet og landfast via en dæmning med Fyn. |
| Tåsinge                 | 54°59′41.3″N 10°36′08.0″Ø / 54.994806°N 10.602222°Ø | 6444         | 70 km²    | Tåsinge er en ø i det Sydfynske Øhav med et areal på 70 km² og 6.146 indbyggere. Øen hører til Svendborg Kommune. |
| Vigø                    | 55°08′43.5″N 10°07′02.5″Ø / 55.145417°N 10.117361°Ø | 0            | 0,17 km²  | Vigø er en privatejet ubeboet ø i Helnæsbugten, sydvest for Fyn. Den er 1 km lang og på det bredeste sted ca. 200 meter, det samlede areal er ca. 17 ha. |
| Vogterholm              | 54°55′22.7″N 10°35′26.8″Ø / 54.922972°N 10.590778°Ø | 0            | 0,08 km²  | Vogterholm er en 8 ha ubeboet ø, består fortrinsvis af lavt marint land, men ældre moræneaflejringer findes også og giver en højde på 2 m nær midten. lndenfor den skærmende strandvold mod syd og øst findes nogle vandhuller. Kysten består af en rullestensforstrand mod nord og syd, mens der i sydvest er sandoddedannelse over mod Bondeholm. Vegetationen er overvejende græs og urter |